# Edward Sarul
Edward Sarul, né le 16 novembre 1958, est un lanceur de poids polonais qui fut le premier champion du monde de la discipline en 1983. 
Il remporta ce titre à la surprise générale, battant les favoris est-allemands Udo Beyer et Ulf Timmermann. Il n'eut pas l'occasion de confirmer ce titre aux Jeux olympiques d'été de 1984, la Pologne boycottant la compétition.

## Palmarès

### Jeux olympiques
- Jeux olympiques d'été de 1984 à Los Angeles ( États-Unis) 
  - Ne participa pas à la suite du boycott des pays du bloc de l'est.

### Championnats du monde d'athlétisme
- Championnats du monde d'athlétisme 1983 à Helsinki ( Finlande)
  -  Médaille d’or au lancer du poids